# Tractus tegmentalis centralis
Der Tractus tegmentalis centralis ist eine Nervenbahn in der Mittelhirnhaube und wird auch als zentrale Haubenbahn bezeichnet. Sie leitet efferente Impulse des extrapyramidalmotorischen Systems. Im Tractus tegmentalis centralis verlaufen efferente Nervenfasern von der Pars parvocellularis des Nucleus ruber zur gleichseitigen unteren Olive. Die zentrale Haubenbahn erhält außerdem Zuflüsse vom Striatum, vom Pallidum, aus dem zentralen Höhlengrau und aus der Formatio reticularis. Die meisten Fasern davon enden ebenfalls an der unteren Olive, einige ziehen über den Tractus olivocerebellaris zum Kleinhirn und steigen als Kletterfasern zu dessen Rinde auf. Zudem verläuft in ihm das zweite Neuron der Geschmacksbahn.
Bei Blutungen im Bereich der Brückenhaube kann es zu Schädigungen der zentralen Haubenbahn kommen. Durch die Schädigung hemmender Neurone kommt es zu einer Verstärkung eingehender Erregungen. Dies führt zu Tremor oder Myoklonien, beispielsweise am Gaumensegel, in Form eines Pendelnystagmus oder eines Holmes-Tremor. Bei Infarkten in der Mittelhirnhaube kann es zu Geschmacksstörungen kommen.